# Berlínská blokáda

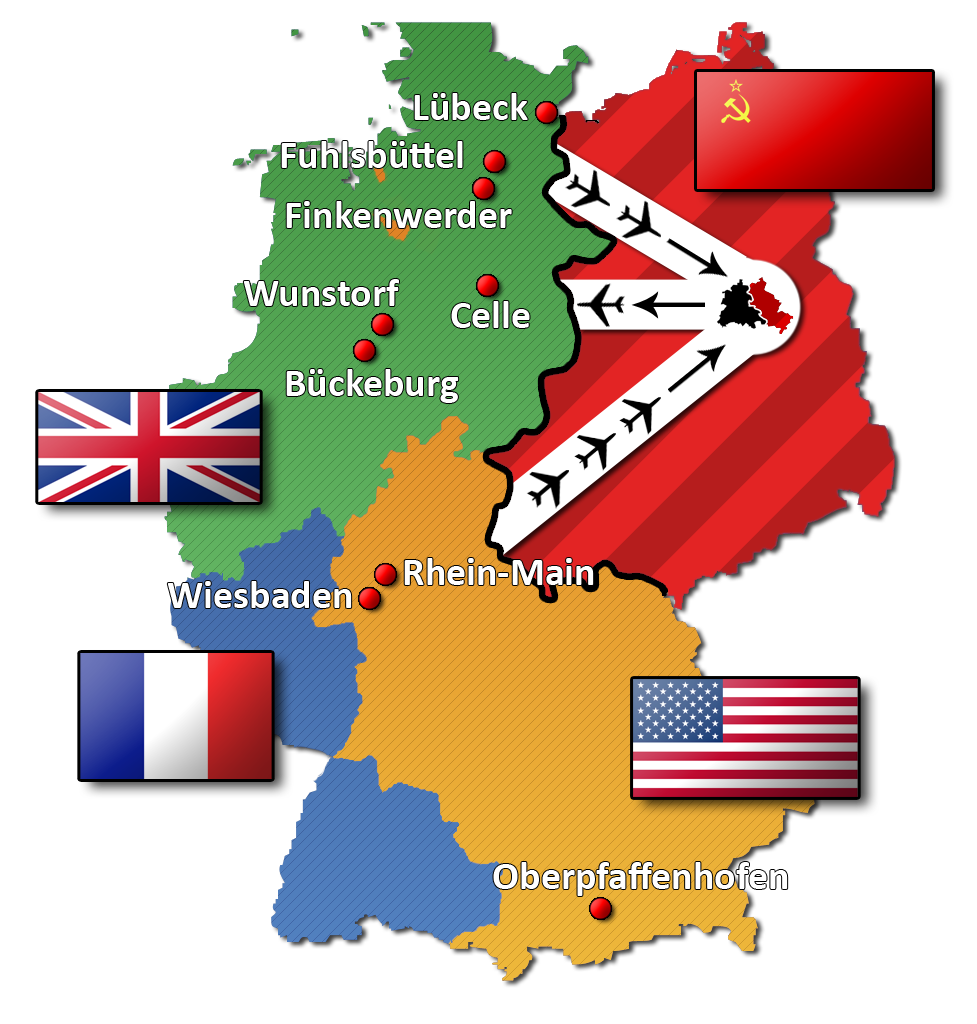
Letecké koridory ze západních okupačních zón do Západního Berlína.

Berlíňané sledují Douglas C-54 Skymaster přistávající na letišti Tempelhof, 1948

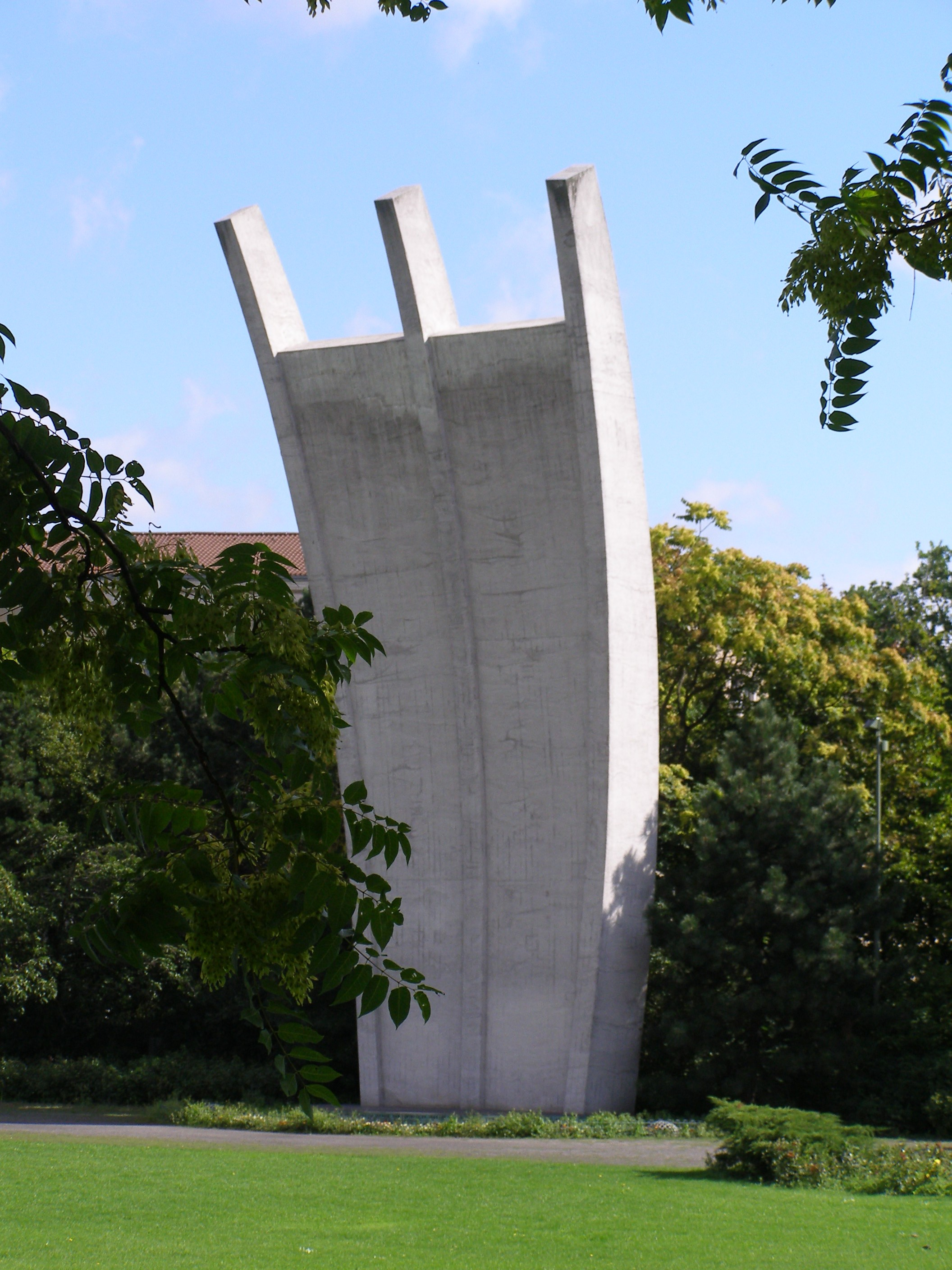
Památník leteckého mostu během berlínské blokády před letištěm Tempelhof

Berlínská blokáda je první větší krizí studené války, při které Sovětský svaz od 23. června 1948 do 12. května 1949 blokoval pozemní přístup do západní části rozděleného Berlína, který se nacházel uprostřed sovětské okupační zóny. Západní země blokádu překonaly zásobováním obyvatelstva pomocí leteckého mostu. Důsledkem krize byl vznik Západního Německa, včetně exklávy Západní Berlín, a Východního Německa.
První berlínská krize se označuje pro odlišení od druhé berlínské krize (1958–1963), která vedla ke stavbě Berlínské zdi.

## Pozadí
20. června 1948 provedli západní spojenci – po bezúspěšných konzultacích se Sovětským svazem – v západních okupačních zónách Německa měnovou reformu (která podle původních plánů v důsledku čtyřmocenského statusu neměla platit pro Berlín). 23. června byla měnová reforma provedena i v sovětské okupační zóně, přičemž nová východní marka měla platit i pro západní sektory Berlína: tím mělo být dosaženo finančního a hospodářského vázání západních sektorů na sovětskou zónu. Západní spojenci proto zavedli západní marku i ve svých berlínských sektorech.
V noci z 23. na 24. června reagovalo pak sovětské velení v Berlíně přerušením zásobování elektrickým proudem pro západní sektory a o několik hodin později uzavřením všech pozemních a vodních přístupových cest.

## Blokáda a letecký most

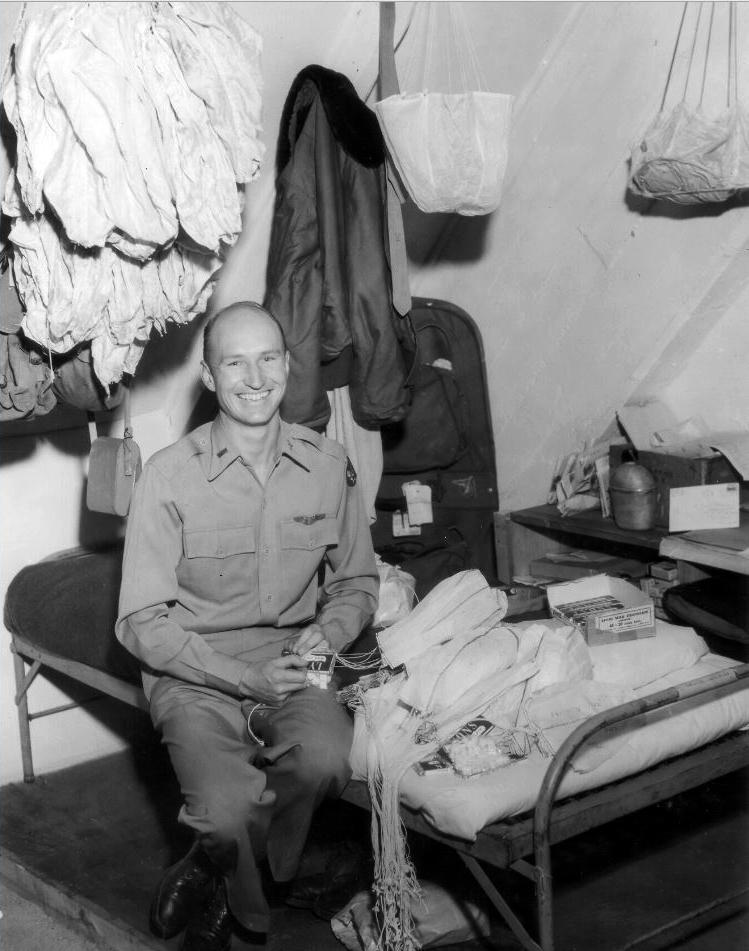
Pilot Halvorsen – „otec rozinkových bombardérů“

Na blokádu, zprvu prezentovanou jako technické potíže, nebyli západní spojenci připraveni. V západních sektorech Berlína, čítajících tehdy 2,2 milionu obyvatel a zcela závislých na zásobování zvenčí, se nacházely zásoby potravin na 36 dnů a uhlí na 45 dnů.
Zpočátku spojenci nebyli ani zajedno v budoucí politice vůči Berlínu. Nakonec se prosadil americký vojenský guvernér města, Lucius D. Clay, který 25. června 1948 dal povel ke zřízení leteckého mostu (vzdušné koridory blokovány nebyly). Již příští den přistálo na letišti Tempelhof v americkém sektoru první letadlo operace Vittles, Britové započali s operací Plain Fare o dva dny později (používali své vojenské letiště Gatow a vodních ploch jezer pro nasazené hydroplány Short Sunderland). Na letech se později podíleli i letci z Nového Zélandu, Austrálie, Kanady a Jižní Afriky.
Z počátečních 120 tun denně se během týdnů objem zboží velice rychle zvýšil a rekordu bylo dosaženo 16. dubna 1949 s celkem 12 840 tun za jediný den. Největší položkou (62,8 %) bylo uhlí na topení a výrobu elektřiny, dále benzín, pšenice a další potraviny, léky a také stavební materiál (na další výstavbu letišť – o tři měsíce později byl zahájen provoz na letišti Tegel ve francouzském sektoru). Letadla přistávala v minutových intervalech.
Téměř o rok později, když bylo jasné, že blokáda nedosáhne původního záměru (anexe západních sektorů), byla 12. května 1949 tranzitní spojení do Berlína opět otevřena a doprava se začala přesouvat zpět na pozemní komunikace. Letecký most byl oficiálně ukončen 30. září téhož roku.
Celkem se uskutečnilo kolem 277 000 letů, při kterých bylo přepraveno 2,2 milionu tun zboží. Během leteckého mostu zahynulo několik desítek osob: 39 Britů, 31 Američanů a 6 Němců. Upomíná na ně pomník na náměstí před letištěm Tempelhof.
Další upomínkou je americká „Dakota“, jeden z takzvaných „rozinkových bombardérů“, která dlouhou dobu stála na letišti Tempelhof, dnes je zavěšena ve vzduchu na budově berlínského technického muzea. Přezdívka „rozinkový bombardér“ (Rosinenbomber) vznikla poté, co Gail Halvorsen, jeden z letců U.S. Air Force, v dobré náladě před přistáním vyhodil z okna na improvizovaném padáčku pár balíčků se sladkostmi pro děti. To se proslechlo, později to dělala většina pilotů a sbírání balíčků se stalo sportem.